# Regeneration (CHEMISTRY專輯)
《regeneration》（榮耀再現）是日本組合化學超男子於2010年2月24日發行的第六張專輯。

## 解說
- 與前作《Face to Face》相隔約兩年的新作，收錄單曲《Life goes on》、《當下時刻… feat. 童子-T/Once Again》跟《Period》。
- 專輯名字《regeneration》有「革新」、「再生」的意思，表現出嶄新的CHEMISTRY。專輯主要基調為舞曲，巔覆了組合一直以來給人們的印象[1]。此外專輯亦收錄了成員川畑跟堂珍的獨唱歌曲。
- 《黎明 ～DAWN～》的編舞由「CHEMISTRY + Synergy」的Rui負責，歌曲其後收錄了DJ KOMORI的混音專輯《WHAT'S R&B? 2010》。《I'll steal your heart》的編舞則由「CHEMISTRY + Synergy」的Keito負責。
- 為宣傳專輯，澀谷HMV店內於專輯發售前一天連續一週展示出二人於單曲《Period》封面穿著的服裝[2]，而成員二人亦於專輯發售前一天現身當了一天店員，使店內的客人都響起巨大的歡呼聲[3]。
- 3月4日，舉行了與音樂節目「MUSIC ON！ TV」合作的特別演場現出，於1000個申請中抽選出9組幸運兒面前熱唱共9首歌曲，慶祝組合出道9周年[4]。
- 專輯發行後，以本專為主題的演唱會「CHEMISTRY 2010 TOUR regeneration」於全國34會場巡迴演出[5]。

## 發行版本

### 初回生產限定盤（CD+DVD版本）
- CD收錄14曲
- DVD收錄音樂錄影帶5曲與特典影像3曲

### 通常盤（CD版本）
- CD收錄14曲

## 收錄歌曲

### CD
1. Go Alone
  - 作詞：jam、川畑要 作曲：、Vincent Degiorgio
2. Period
  - 作詞：川畑要 作曲：Jonas Myrin（英语：Jonas Myrin）・Peter Kvint・江上浩太郎 編曲：板垣祐介

動畫「鋼之鍊金術師 FULLMETAL ALCHEMIST」第4期片頭曲
3. Once Again
  - 作詞：jam・川畑要 作曲:藤本和則

NHK連續劇「障礙者challenged」主題曲
4. 當下時刻… feat. 童子-T
  - 作詞：童子-T・川畑要・堂珍嘉邦・小山内舞 作曲：童子-T・REO・豊島吉宏
5. 黎明 ～DAWN～
  - 作詞：川畑要・MIZUE 作曲：Nina Ossoff・Kathy Sommer・Jason Nevins（英语：Jason Nevins）
6. Life goes on 〜side K〜
  - 作詞・作曲：川畑要・堂珍嘉邦・谷口尚久 編曲：Tomokazu"T.O.M"Matsuzawa

川畑製作的歌曲
富士電視台動畫「西洋古董洋菓子店〜Antique〜」片頭曲
7. ALL MY LOVE / 堂珍嘉邦
  - 作詞：堂珍嘉邦・Zooco 作曲：K-Muto

堂珍的獨唱歌曲
8. I'll steal your heart / 川畑 要
  - 作詞川畑要 作曲：川畑要・UTA

川畑的獨唱歌曲
9. Our Story
  - 作詞：只野菜摘　作曲：江上浩太郎

遊戲「戰場女武神2 加利亞王立士官學校」主題曲
10. Trico…
  - 作詞：MIZUE 作曲：田中直
11. Life goes on 〜side D〜
  - 作詞・作曲：川畑要・堂珍嘉邦・谷口尚久

堂珍製作的歌曲
富士電視台「西洋骨董洋菓子店〜Antique〜」片尾曲
12. 當下時刻… feat. CHEMISTRY
  - 作詞：童子-T　作曲：童子-T・REO
13. Crossing
  - 作詞：KIKOMARU 作曲：本山清治]

TOYOTA「Premio」・「Arion」形象歌曲
14. Heaven Can Wait
  - 作詞：相田毅　作曲：江上浩太郎

### DVD
1. Life goes on（Music Video）
2. 當下時刻… feat. CHEMISTRY'（Music Video）
3. 當下時刻… feat. 童子-T（Music Video）
4. Period（Music Video）
5. Period CHEMISTRY ver.（Music Video）
6. dochin's interview
7. kawabata's interview
8. Period（Music Video 解說）